# Дискографія E-40
Нижче наведено дискографію американського репера E-40.

## Студійні альбоми
| Federal                                                                | - Випущений: 10 листопада 1993 - Лейбл: Sick Wid It/Jive - Формат: CD, касета, завантаження музики, LP | —   | 80 | —  | —                  |
| In a Major Way                                                         | - Випущений: 14 березня 1995 - Лейбл: Sick Wid It/Jive - Формат: CD, касета, завантаження музики, LP   | 13  | 2  | —  | - RIAA: Платиновий |
| Tha Hall of Game                                                       | - Випущений: 29 жовтня 1996 - Лейбл: Sick Wid It/Jive - Формат: CD, касета, завантаження музики, LP    | 4   | 2  | —  | - RIAA: Золотий    |
| The Element of Surprise                                                | - Випущений: 11 серпня 1998 - Лейбл: Sick Wid It/Jive - Формат: CD, касета, завантаження музики, LP    | 13  | 4  | —  | - RIAA: Золотий    |
| Charlie Hustle: The Blueprint of a Self-Made Millionaire               | - Випущений: 9 листопада 1999 - Лейбл: Sick Wid It/Jive - Формат: CD, касета, завантаження музики      | 28  | 2  | —  | —                  |
| Loyalty and Betrayal                                                   | - Випущений: 10 жовтня 2000 - Лейбл: Sick Wid It/Jive - Формат: CD, касета, завантаження музики        | 18  | 4  | —  | —                  |
| Grit & Grind                                                           | - Випущений: 25 червня 2002 - Лейбл: Sick Wid It/Jive - Формат: CD, касета, завантаження музики        | 13  | 5  | —  | —                  |
| Breakin News                                                           | - Випущений: 1 липня 2003 - Лейбл: Sick Wid It/Jive - Формат: CD, завантаження музики                  | 16  | 4  | —  | —                  |
| My Ghetto Report Card                                                  | - Випущений: 14 березня 2006 - Лейбл: Sick Wid It/Warner Bros. - Формат: CD, завантаження музики       | 3   | 1  | 1  | - RIAA: Золотий    |
| The Ball Street Journal                                                | - Випущений: 24 листопада 2008 - Лейбл: Sick Wid It/Warner Bros. - Формат: CD, завантаження музики     | 42  | 6  | 3  | —                  |
| Revenue Retrievin': Day Shift                                          | - Випущений: 30 березня 2010 - Лейбл: Heavy on the Grind/EMI - Формат: CD, завантаження музики         | 47  | 15 | 5  | —                  |
| Revenue Retrievin': Night Shift                                        | - Випущений: 30 березня 2010 - Лейбл: Heavy on the Grind/EMI - Формат: CD, завантаження музики         | 49  | 17 | 6  | —                  |
| Revenue Retrievin': Overtime Shift                                     | - Випущений: 29 березня 2011 - Лейбл: Heavy on the Grind/EMI - Формат: CD, завантаження музики         | 42  | 13 | 7  | —                  |
| Revenue Retrievin': Graveyard Shift                                    | - Випущений: 29 березня 2011 - Лейбл: Heavy on the Grind/EMI - Формат: CD, завантаження музики         | 40  | 12 | 6  | —                  |
| The Block Brochure: Welcome to the Soil 1                              | - Випущений: 26 березня 2012 - Лейбл: Heavy on the Grind/EMI - Формат: CD, завантаження музики         | 59  | 10 | 9  | —                  |
| The Block Brochure: Welcome to the Soil 2                              | - Випущений: 26 березня 2012 - Лейбл: Heavy on the Grind/EMI - Формат: CD, завантаження музики         | 58  | 9  | 8  | —                  |
| The Block Brochure: Welcome to the Soil 3                              | - Випущений: 26 березня 2012 - Лейбл: Heavy on the Grind/EMI - Формат: CD, завантаження музики         | 71  | 13 | 12 | —                  |
| The Block Brochure: Welcome to the Soil 4                              | - Випущений: 10 грудня 2013 - Лейбл: Heavy on the Grind, EMI - Формат: CD, завантаження музики         | 136 | 19 | —  | —                  |
| The Block Brochure: Welcome to the Soil 5                              | - Випущений: 10 грудня 2013 - Лейбл: Heavy on the Grind, EMI - Формат: CD, завантаження музики         | 140 | 20 | —  | —                  |
| The Block Brochure: Welcome to the Soil 6                              | - Випущений: 10 грудня 2013 - Лейбл: Heavy on the Grind, EMI - Формат: CD, завантаження музики         | 151 | 21 | —  | —                  |
| Sharp on All 4 Corners: Corner 1                                       | - Випущений: 9 грудня 2014 - Лейбл: Heavy on the Grind, EMI - Формат: CD, завантаження музики          | 61  | 8  | 4  | —                  |
| Sharp on All 4 Corners: Corner 2                                       | - Випущений: 9 грудня 2014 - Лейбл: Heavy on the Grind, EMI - Формат: CD, завантаження музики          | 197 | 19 | 12 | —                  |
| «—» означає, що запис не потрапив до чарту чи не був виданий у країні. | |     |    |    |                    |

## Міні-альбоми
- 1991: Mr. Flamboyant
- 1993: The Mail Man
- 2015: Poverty and Prosperity

## Спільні альбоми
| History: Mob Music (разом із Too Short)      | - Випущений: 6 листопада 2012 - Лейбл: Heavy on the Grind/EMI - Формат: CD, завантаження музики | 71 | 11 | 7 |
| History: Function Music (разом із Too Short) | - Випущений: 6 листопада 2012 - Лейбл: Heavy on the Grind/EMI - Формат: CD, завантаження музики | 62 | 9  | 6 |

## Компіляції
| Рік  | Назва                                         | Чартові позиції | Чартові позиції |
| Рік  | Назва                                         | США             | U.S. R&B        |
| ---- | --------------------------------------------- | --------------- | --------------- |
| 1997 | Southwest Riders                              | 23              | 2               |
| 2004 | The Best of E-40: Yesterday, Today & Tomorrow | 133             | 43              |
| 2005 | The Bay Bridges Compilation                   | —               | —               |
| 2007 | Hyphy Movement                                | —               | —               |

## Бокс-сети
| Рік  | Назва                                           | Чартові позиції | Чартові позиції |
| Рік  | Назва                                           | США             | U.S. R&B        |
| ---- | ----------------------------------------------- | --------------- | --------------- |
| 2012 | The Block Brochure: Welcome to the Soil 1,2 & 3 | 44              | 8               |
| 2012 | History: Mob Music & Function Music             | 97              | 16              |
| 2013 | The Block Brochure: Welcome to the Soil 4,5 & 6 | —               | 26              |
| 2014 | Sharp on All 4 Corners                          |                 |                 |

## Альбоми у складі гуртуThe Click
| Рік  | Назва                 | Чартові позиції | Чартові позиції |
| Рік  | Назва                 | США             | U.S. R&B        |
| ---- | --------------------- | --------------- | --------------- |
| 1990 | Let's Side            | —               | —               |
| 1992 | Down and Dirty        | —               | 87              |
| 1995 | Game Related          | 21              | 3               |
| 2001 | Money & Muscle        | 99              | 23              |
| 2003 | The Best of The Click | —               | —               |

## Сингли

### Сольні
| Назва                                                                  | Рік  | Найвищі чартові позиції | Найвищі чартові позиції | Найвищі чартові позиції | Найвищі чартові позиції | Сертифікації   | Альбом                                    |
| Назва                                                                  | Рік  | США                     | US R&B                  | US Rap                  | Велика Британія         | Сертифікації   | Альбом                                    |
| ---------------------------------------------------------------------- | ---- | ----------------------- | ----------------------- | ----------------------- | ----------------------- | -------------- | ----------------------------------------- |
| «Captain Save a Hoe» (за участі The Click)                             | 1994 | 94                      | 63                      | —                       | —                       | —              | The Mail Man                              |
| «1-Luv» (за участі Levitti)                                            | 1995 | 71                      | 51                      | 4                       | —                       | —              | In a Major Way                            |
| «Sprinkle Me» (за участі Suga-T)                                       | 1995 | 44                      | 24                      | 5                       | —                       | —              | In a Major Way                            |
| «Things'll Never Change» (за участі Bo-Roc)                            | 1997 | 29                      | 19                      | 4                       | 114                     | —              | Tha Hall of Game                          |
| «Rapper's Ball» (за участі Too $hort та KCi & JoJo)                    | 1997 | 29                      | 19                      | 4                       | 164                     | —              | Tha Hall of Game                          |
| «Nah, Nah…» (за участі Nate Dogg)                                      | 2000 | —                       | 61                      | —                       | —                       | —              | Loyalty & Betrayal                        |
| «Automatic» (за участі Kokane та Fabolous)                             | 2002 | —                       | 72                      | —                       | —                       | —              | Grit & Grind                              |
| «Quarterbackin'» (за участі Clipse)                                    | 2003 | —                       | 72                      | —                       | —                       | —              | Breakin News                              |
| «Tell Me When to Go» (за участі Keak da Sneak)                         | 2006 | 35                      | 37                      | 8                       | —                       | —              | My Ghetto Report Card                     |
| «U and Dat» (за участі T-Pain та Kandi)                                | 2006 | 13                      | 8                       | 4                       | 196                     | - RIAA: Золота | My Ghetto Report Card                     |
| «Turf Drop»* (за участі Lil Jon)                                       | 2008 | —                       | 107                     | —                       | —                       | —              | Неальбомний сингл                         |
| «Wake It Up»* (за участі Akon)                                         | 2008 | 117                     | 87                      | —                       | —                       | —              | The Ball Street Journal                   |
| «Break Ya Ankles» (за участі Shawty Lo)                                | 2008 | —                       | 90                      | —                       | —                       | —              | The Ball Street Journal                   |
| «Bitch» (за участі Too $hort)                                          | 2010 | —                       | 80                      | 24                      | —                       | —              | Revenue Retrievin': Day Shift             |
| «My Shit Bang»                                                         | 2011 | —                       | 73                      | —                       | —                       | —              | Revenue Retrievin': Graveyard Shift       |
| «Function» (за участі YG, IAmSu та Problem)                            | 2012 | 101                     | 62                      | 22                      | —                       | —              | The Block Brochure: Welcome to the Soil 2 |
| «Red Cup» (E-40 з участю T-Pain, Kid Ink та B.o.B)                     | 2014 | —                       | —                       | —                       | —                       | —              | Sharp on All 4 Corners                    |
| «Choices (Yup)»                                                        | 2014 | —                       | —                       | —                       | —                       | —              | Sharp on All 4 Corners                    |
| «Choices (Yup) [Remixes Deluxe]»                                       | 2015 | —                       | —                       | —                       | —                       | —              |                                           |
| «—» означає, що запис не потрапив до чарту чи не був виданий у країні. |      |                         |                         |                         |                         |                |                                           |

«*» потрапили лише до чартів Bubbling Under Hot 100 Singles чи Bubbling Under R&B/Hip-Hop Singles, які відповідно є розширенням чартів Hot 100 та Hot R&B/Hip-Hop Songs, які мають 25 додаткових пісень.

### Інші пісні, що потрапили до чартів
| Рік  | Назва                                                                               | Найвища чартова позиція | Альбом                                        |
| Рік  | Назва                                                                               | US R&B                  | Альбом                                        |
| ---- | ----------------------------------------------------------------------------------- | ----------------------- | --------------------------------------------- |
| 1998 | «Hope I Don't Go Back» (за участі Otis & Shug)                                      | 40*                     | The Element of Surprise                       |
| 1999 | «Big Ballin with My Homies»                                                         | 105                     | The Blueprint of a Self-Made Millionaire      |
| 2002 | «Rep Yo City» (за участі Petey Pablo, Bun B, 8Ball та Lil Jon & the East Side Boyz) | 73                      | Grit & Grind та Kings of Crunk                |
| 2003 | «One Night Stand»                                                                   | 108                     | Breakin News                                  |
| 2003 | «Act a Ass» (за участі Rankin Scroo)                                                | 121                     | Breakin News                                  |
| 2004 | «Thick & Thin» (за участі Lil' Mo)                                                  | 120                     | The Best of E-40: Yesterday, Today & Tomorrow |
| 2012 | «We in This Thang Breh» (за участі Turf Talk та Mistah F.A.B.)                      | 119                     | The Block Brochure: Welcome to the Soil 1     |
| 2012 | «Tryna Get It» (за участі T-Pain та Twista)                                         | 94                      | The Block Brochure: Welcome to the Soil 2     |

«*» потрапив лише до чарту Hot R&B/Hip-Hop Airplay.

### Сингли інших виконавців
| Рік  | Назва                                                                                           | Найвищі чартові позиції | Найвищі чартові позиції | Найвищі чартові позиції | Альбом                    |
| Рік  | Назва                                                                                           | США                     | US R&B                  | US Rap                  | Альбом                    |
| ---- | ----------------------------------------------------------------------------------------------- | ----------------------- | ----------------------- | ----------------------- | ------------------------- |
| 2000 | «Baller Blockin» (Cash Money Millionaires з участю E-40)                                        | —                       | 123                     | —                       | Baller Blockin'           |
| 2006 | «Snap Yo Fingers» (Lil Jon з участю E-40 та Sean P)                                             | 7                       | 1                       | 1                       | Неальбомний сингл         |
| 2006 | «Candy (Drippin' Like Water)» (Snoop Dogg з участю E-40, MC Eiht, Goldie Loc та Tha Dogg Pound) | —                       | —                       | —                       | Tha Blue Carpet Treatment |
| 2007 | «Oh Yeah (Work)» (Lil Scrappy з участю Sean P та E-40)                                          | 113                     | 60                      | 20                      | Bred 2 Die Born 2 Live    |
| 2010 | «Go Girl» (Baby Bash з участю E-40)                                                             | 111                     | —                       | 23                      | Bashtown                  |
| 2011 | «Up Out the Way» (Xzibit з участю E-40)                                                         | —                       | —                       | —                       | Napalm                    |
| 2014 | «I Don't Fuck with You» (Big Sean з участю E-40)                                                | 11                      | 1                       | 1                       | Dark Sky Paradise         |
| 2015 | «What We Been Doin» (B-Legit з участю E-40 та Ted DIGTL)                                        | —                       | —                       | —                       | What We Been Doin         |

## Гостьові появи
- 1992: «V-Town» (N2Deep з участю E-40 та B-Legit)
- 1993: «Call Me on the Under» (D-Shot з уч. E-40)
- 1993: «Can't Fuck wit Me» (B-Legit з уч. E-40)
- 1993: «Can't Stop Me» (B-Legit з уч. Levitti та E-40)
- 1993: «Crooked Cops» (D-Shot з уч. B-Legit та E-40)
- 1993: «Livin' for the Weekend» (Suga-T з уч. E-40)
- 1993: «Mo' Mail» (Spice 1 з уч. E-40)
- 1993: «Punk Ass Nigga» (D-Shot з уч. Mac Shawn та E-40)
- 1993: «This Type a Shit» (Rhythm X з уч. E-40)
- 1993: «Way Too Vicious» (B-Legit з уч. E-40)
- 1993: «Wheels» (D-Shot з уч. Mugzi та E-40)
- 1994: «D-Boyz Got Love for Me» (Spice 1 з уч. E-40)
- 1994: «How to Catch a Bitch» (Celly Cel з уч. Mugzi, T-Pup та E-40)
- 1994: «Retaliation» (Celly Cel з уч. E-40)
- 1994: «Santa Rita Weekend» (The Coup з уч. Spice 1 та E-40)
- 1995: «Baller's Lady» (Passion з уч. E-40)
- 1995: «Beware of Those» (JT tha Bigga Figga з уч. Celly Cel та E-40)
- 1995: «Birds in the Kitchen» (C-Bo з уч. E-40)
- 1995: «Can U Feel It?» (Spice 1 з уч. E-40 та Young Kyoz)
- 1995: «Exercise Yo Game» (Coolio з уч. E-40, 40 Thevz та Kam)
- 1995: «Friend or Foe» (8Ball & MJG з уч. E-40, Mac Mall та Big Mike)
- 1995: «I Got 5 on It (Remix)» (Luniz з уч. Spice 1, Shock G, Richie Rich, Dru Down та E-40)
- 1995: «Shimmy Shimmy Ya (remix)» (Ol' Dirty Bastard з уч. MC Eiht та E-40)
- 1996: «4 tha Scrilla» (Celly Cel з уч. B-Legit та E-40)
- 1996: «Aint Hard to Find» (2Pac з уч. B-Legit, C-Bo, D-Shot, Richie Rich та E-40)
- 1996: «Check It Out» (B-Legit з уч. Kurupt та E-40)
- 1996: «Dime a Dozen» (Playaz Tryna Strive з уч. E-40)</small

## Відеокліпи

### Власні
| - 1994: «Captain Save a Hoe» (з участю The Click) - 1994: «Practice Lookin' Hard» - 1995: «1-Luv» (з уч. Levitti) - 1995: «Dusted 'N' Disgusted» (з уч. Spice 1, 2Pac та Mac Mall) - 1995: «Sprinkle Me» (з уч. Suga T) - 1996: «Rappers' Ball» (з уч. Too Short та K-Ci) - 1996: «Things'll Never Change» - 1997: «Yay Deep» (з уч. B-Legit та Richie Rich) - 1998: «From the Ground Up» (з уч. Too Short та K-Ci & JoJo) - 1998: «Hope I Don't Go Back» - 1999: «Big Ballin' with My Homies» - 1999: «Earl That's Yo' Life» (з уч. Too Short та Otis & Shug)/«L.I.Q.» - 2000: «Behind the Gates» (з уч. Ice Cube) - 2000: «Nah, Nah…» (з уч. Nate Dogg) - 2002: «Automatic» (з уч. Fabolous) - 2002: «Rep Yo City»/«Mustard & Mayonnaise» - 2003: «One Night Stand» (з уч. DJ Kayslay)/«Gasoline» - 2003: «Quarterbackin'» (з уч. Clipse) - 2006: «Tell Me When to Go» (з уч. Keak da Sneak) - 2006: «U And Dat» (з уч. T-Pain та Kandi Girl) - 2008: «Got Rich Twice» (з уч. Turf Talk) - 2008: «Wake It Up» (з уч. Akon) - 2010: «Bitch» (з уч. Too Short) - 2010: «Can't Stop the Boss» (з уч. Snoop Dogg, Too Short та Jazze Pha) - 2010: «He's a Gangsta» (з уч. Messy Marv, The Jacka та Kaveo) - 2010: «Lightweight Jammin» (з уч. Clyde Carson та Husalah) - 2010: «Nice Guys» - 2010: «Over the Stove» - 2010: «Show Me What You Workin' Wit'» (з уч. Too Short) - 2010: «Spend the Night» (з уч. Laroo, The DB'z, Droop-E та B-Slimm) - 2010: «The Server» - 2010: «The Weedman» (з уч. Stresmatic) | - 2010: «Undastandz Me» - 2011: «Concrete» - 2011: «Fuck 'Em» - 2012: «Function» (з уч. YG, Problem та IAmSu) - 2011: «I Love My Momma» (з уч. R.O.D. та Mic Conn) - 2011: «Me & My Bitch» - 2011: «My Lil' Grimey Nigga» (з уч. Stressmatic) - 2011: «My Money Straight» (з уч. Guce, Black C та Young Jun3) - 2011: «My Shit Bang» - 2011: «Rear View Mirror» (з уч. B-Legit та Stressmatic) - 2011: «That Candy Paint» (з уч. Bun B та Slim Thug) - 2012: «Ballin' Is Fun» (разом з Too Short з уч. B-Legit) - 2012: «Be You» (з уч. Too Short та J Banks) - 2012: «Catch a Fade» (з уч. Kendrick Lamar та Droop-E) - 2012: «Dump Truck» (разом з Too Short з уч. Travis Poter та Yung Chu) - 2012: «Fast Lane» - 2012: «Function» (Remix) (з уч. Problem, Chris Brown, Red Cafe, Young Jeezy та French Montana) - 2012: «Money Motivated» (E-40 та Too Short) - 2012: «Slide Through» (разом з Too Short з уч. Tyga) - 2012: «They Point» (з уч. Juicy J та 2 Chainz) - 2012: «Turn It Up» - 2012: «Wasted» - 2012: «What Happened to Them Days» (з уч. J Banks) - 2012: «Zombie» (з уч. Tech N9ne та Brotha Lynch Hung) - 2013: «All My Niggaz» (E-40 з уч. Danny Brown та Schoolboy Q) - 2013: «Off the Block» (E-40 з уч. Stressmatic та J. Banks) - 2013: «Plush» - 2013: «Ripped» (E-40 з уч. Lil Jon) - 2013: «Thirsty» (E-40 з уч. King Harris) - 2014: «Chitty Bang» (E-40 з уч. Juicy J та Ty Dolla $ign) - 2014: «Episode» (E-40 з уч. T.I. та Chris Brown) - 2014: «Red Cup» (E-40 з уч. T-Pain, Kid Ink та B.o.B) - 2014: «Turn Up or Burn Up» (E-40 з уч. Skeme) - 2015: «Choices (Yup)» |

### У складі гурту The Click
- 1992: «Tired of Bein Stepped On» (за участі Levitti)
- 1995: «Hurricane»
- 1995: «Scandalous» (за уч. Roger Troutman)
- 2001: «Say Dat Den» (за уч. Levitti)